# Fairlee (Maryland)
Fairlee es un lugar designado por el censo ubicado en el condado de Kent en el estado estadounidense de Maryland. En el Censo de 2010 tenía una población de 490 habitantes y una densidad poblacional de 48,35 personas por km².

## Geografía
Fairlee se encuentra ubicado en las coordenadas 39°13′33″N 76°9′59″O / 39.22583, -76.16639. Según la Oficina del Censo de los Estados Unidos, Fairlee tiene una superficie total de 10.13 km², de la cual 9.83 km² corresponden a tierra firme y (2.99%) 0.3 km² es agua.

## Demografía
Según el censo de 2010, había 490 personas residiendo en Fairlee. La densidad de población era de 48,35 hab./km². De los 490 habitantes, Fairlee estaba compuesto por el 65.71% blancos, el 29.59% eran afroamericanos, el 0.41% eran amerindios, el 0% eran asiáticos, el 0% eran isleños del Pacífico, el 0.41% eran de otras razas y el 3.88% pertenecían a dos o más razas. Del total de la población el 3.27% eran hispanos o latinos de cualquier raza.